# St-Véran (Orgon)

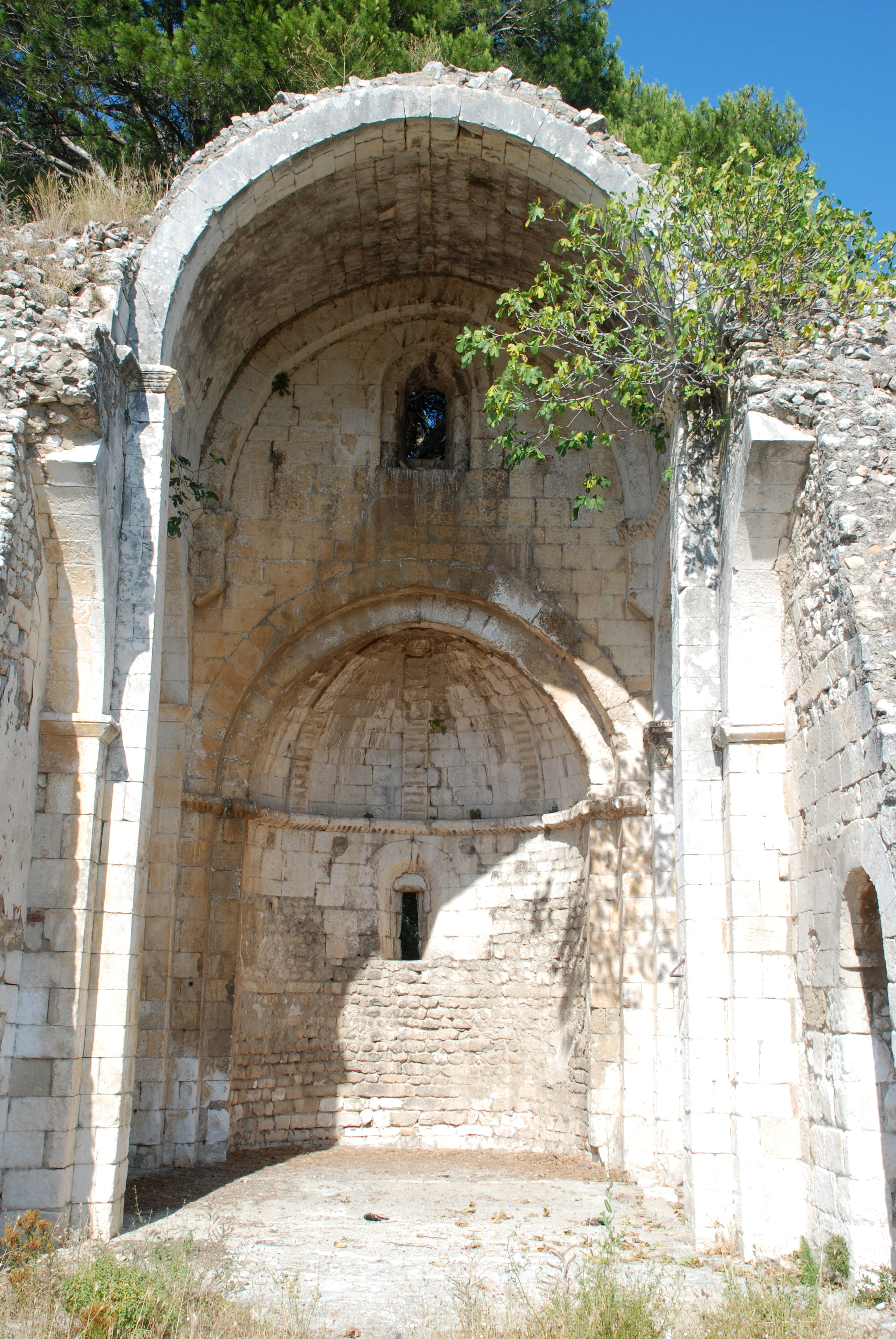
Kapelle Saint-Véran

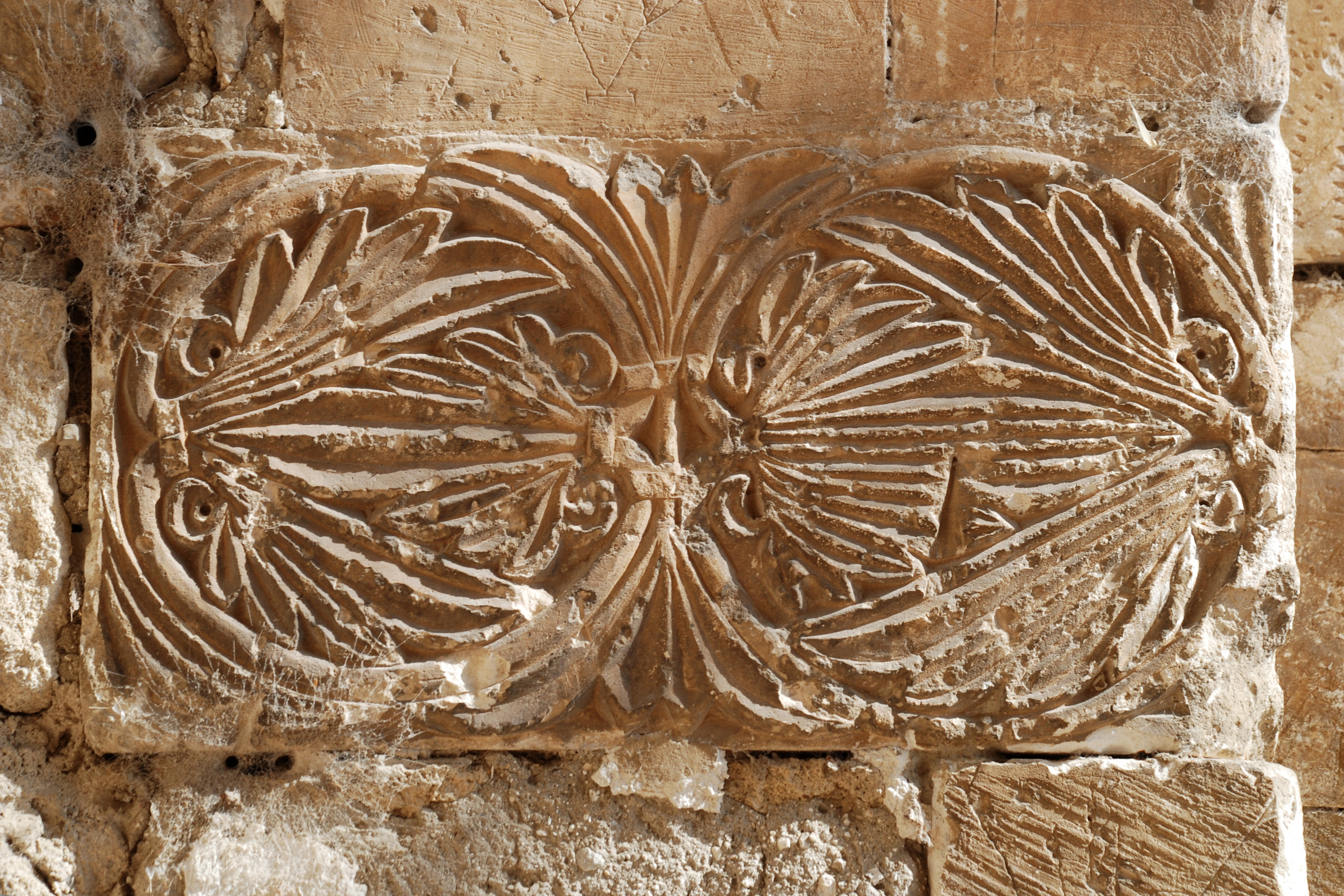
Palmetten

Die katholische Kapelle St-Véran in Orgon, einer französischen Gemeinde im Département Bouches-du-Rhône in der Region Provence-Alpes-Côte d’Azur, wurde wahrscheinlich im 12./13. Jahrhundert errichtet. Die Kapelle, die außerhalb des Ortes sich befindet, ist seit 1921 ein geschütztes Baudenkmal (Monument historique).

## Geschichte
Heute sind nur noch Reste der Kapelle vorhanden, die Apsis und das letzte Joch des Langhauses. An der Apsis sind noch Reliefplatten vorhanden, die kleine Figuren zeigen. Ebenso sind in den Fensterzonen fächerförmige Palmetten als Schmuckformen zu sehen.